# Henry Erskine, 10. Earl of Buchan

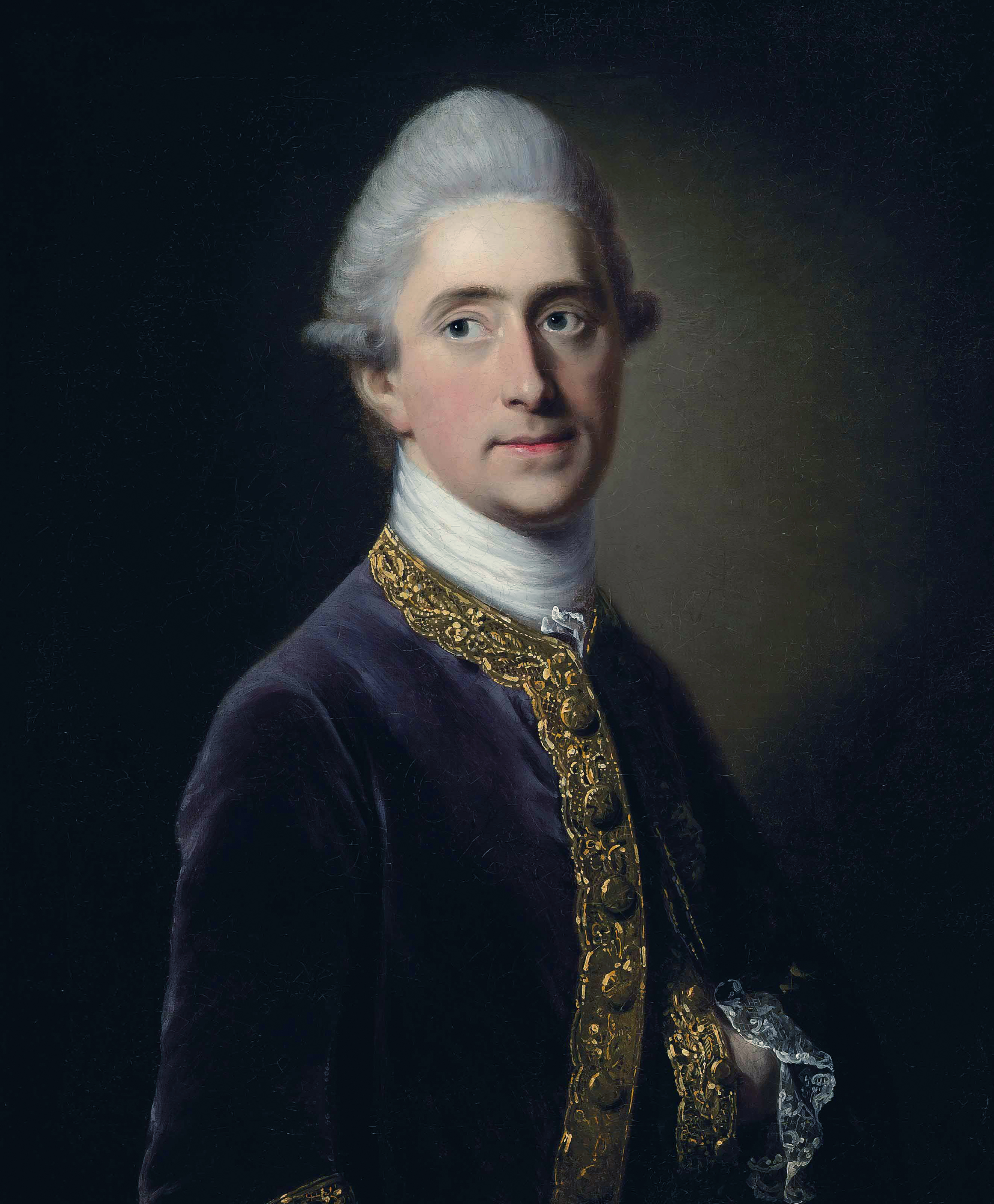
Henry Erskine, 10. Earl of Buchan

Henry David Erskine, 10. Earl of Buchan (* 17. April 1710; † 1. Dezember 1767 in Walcot, Somerset), war ein schottisch-britischer Adliger.

## Leben
Sein Vater war der dritte, aber einzige überlebende Sohn des David Erskine, 9. Earl of Buchan, aus dessen erster Ehe mit Frances Fairfax, Tochter des Schriftstellers Henry Fairfax. Beim Tod seines Vaters erbte er 1745 dessen Adelstitel als 10. Earl of Buchan, 4. Lord Cardross und 9. Lord Auchterhouse. Ein über die bloßen Titel hinausgehendes Erbe stand wegen hoher Schulden und mangels Testament nicht zur Verfügung.
Henry war sein ganzes Leben der Wissenschaft zugetan. Am 10. Januar 1733 wurde er zum Fellow der Royal Society (FRS) gewählt. Von 1745 bis 1746 hatte er das Amt des Großmeisters der schottischen Freimaurergroßloge inne.
Er starb in Walcot; sein Leichnam wurde nach der Überführung am 21. Dezember 1767 in der Kirche der Holyrood Abbey in Edinburgh beigesetzt.
Am 31. Januar 1739 heiratete er Agnes Steuart († 1778), Tochter des Sir James Steuart, 1. Baronet (of Goodtrees). Mit ihr hatte er neun Kinder, von denen sechs das Säuglingsalter überlebten:
- David Erskine, Lord Cardross (1741–1747);
- David Stuart Erskine, 11. Earl of Buchan;
- Hon. Henry Erskine (1746–1817), Lord Advocate und MP, Vater von Henry Erskine, 12. Earl of Buchan;
- Thomas Erskine, 1. Baron Erskine (1750–1823), 1806 Lordkanzler;
- Lady Anne Agnes Erskine (1739–1804);
- Lady Isabella Erskine († 1824), ⚭ (1) 1770 William Leslie Hamilton, ⚭ (2) 1785 John Cunningham, 15. Earl of Glencairn.